# Cetviny
Cetviny (dříve také Cetvina, německy Zettwing) jsou katastrálním územím a základní sídelní jednotkouDolního Dvořiště v okrese Český Krumlov v Jihočeském kraji. Leží na pravém břehu řeky Malše v okrese Český Krumlov na hranicích Česka a Rakouska. Je zde rekonstruovaný kostel Narození Panny Marie gotického původu. Na katastru Cetvin se nachází přírodní památka a evropsky významná lokalita Horní Malše.

## Historie
Cetviny byly ve 13. století založeny německými osadníky, kteří sem přišli k rámci velké středověké kolonizace, podporované v Čechách především českým a rakouským panovníkem Přemyslem Otakarem II. Římskokatolická farnost Cetviny byla ustanovena ve 14. století. Gotický kostel Narození Panny Marie stál už v roce 1347. Od roku 1418 měla trhová osada, ležící na obchodní stezce, výsady, které byly udělovány městečkům, a dostala znak (červenou pětilistou růži ve stříbrném poli) a právo pořádat trhy. Od zavedení obecního zřízení v polovině 19. století do poloviny 20. století byly Cetvny samostatnou obcí, do které spadala osada Lhota.

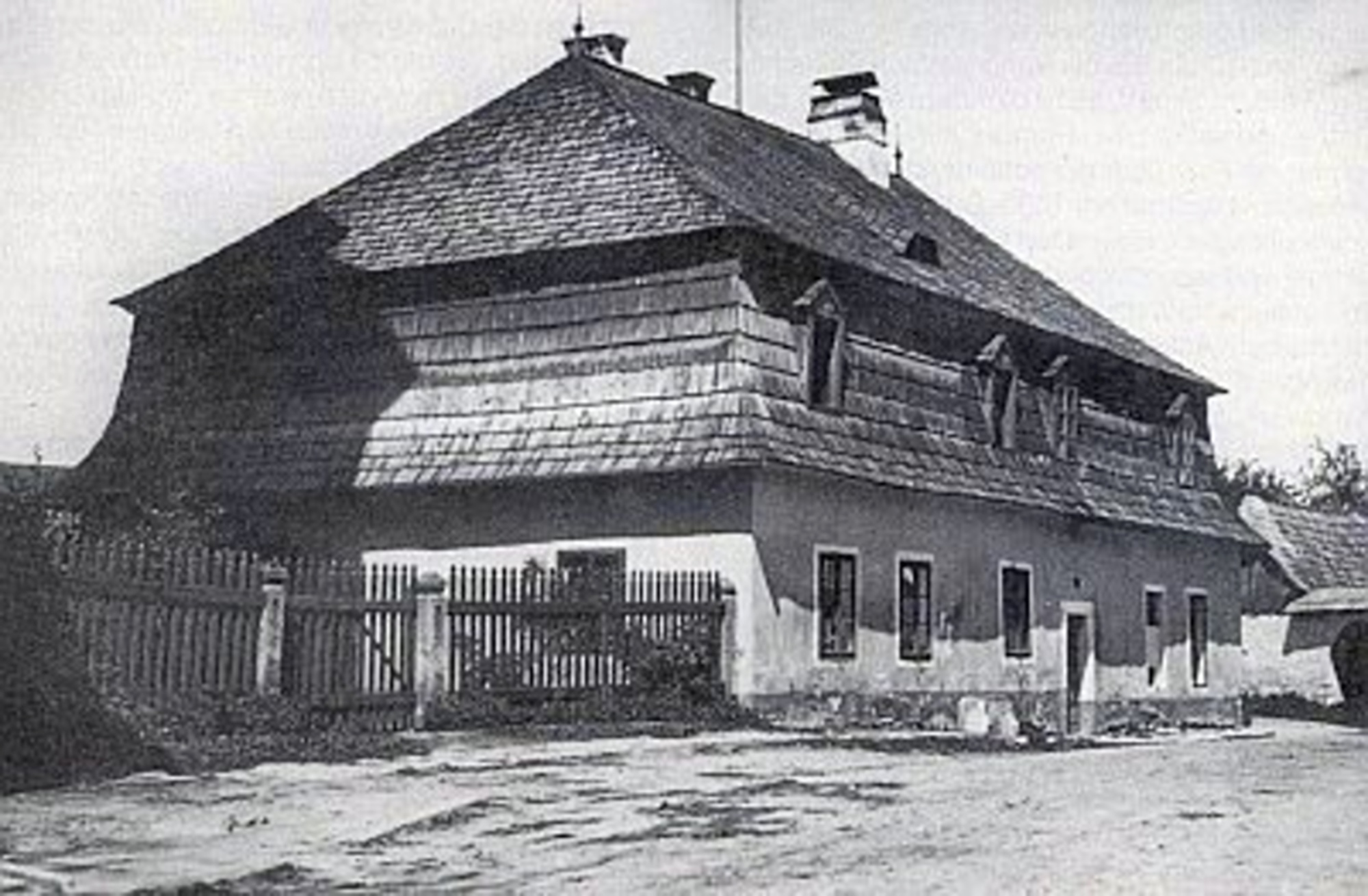
Fara v Cetvinách, zaniklá po druhé světové válce

Cetviny byly živým městysem až do roku 1938, kdy měly asi 650 obyvatel, byl zde pivovar a továrnička na výrobu kos (40 tisíc ks/rok), ročně se zde konalo 5 trhů. V roce 1921 v něm žilo 520 obyvatel ve 102 domech. Při sčítání v roce 1930 v obci žilo 552 obyvatel ve 121 domech, z toho 97 ve vsi Lhota, která pod obec patřila. Z těchto 552 obyvatel bylo 457 německé národnosti, 29 československé národnosti a 66 cizozemců. Všichni byli římskokatolického vyznání.
V důsledku uzavření Mnichovské dohody bylo území obce v letech 1938 až 1945 přičleněno k nacistickému Německu. Po roce 1945 bylo převážně německé obyvatelstvo vysídleno. Od roku 1951 se Cetviny staly součástí nepřístupného hraničního pásma a v roce 1956 bylo prakticky celé městečko (cca 120 domů) zbouráno, vyjma kostela, školy a celnice. Zbořeny byly i nedaleké vesnice Mikulov, Janova Ves, Lhota a Dolní a Horní Příbrání. Vedle kostela byla postavena kasárna Pohraniční stráže.
Od roku 1990 bylo hraniční pásmo zpřístupněno včetně prostoru Cetvin. O pět let později iniciovala českobudějovická diecéze rekonstrukci devastovaného kostela Narození Panny Marie, která byla realizována především za finančního přispění původních obyvatel i dalších institucí včetně občanského sdružení vzniklého v roce 2001. Náročné opravy byly dokončeny roku 2003 a 6. září téhož roku byl kostel znovu vysvěcen.

## Přírodní poměry
Místo se nachází v nadmořské výšce 648 m na pravém břehu řeky Malše, jež tvoří státní hranici mezi Českou republikou a Rakouskem.

## Turismus
Na turistických stezkách Cetviny–Hammern a Cetviny–Mairspindt jsou hraniční přechody. Přes Cetviny vede cyklotrasa sítě Eurovelo číslo EV 13 s názvem Stezka železné opony.

## Obyvatelstvo
|           | 1869 | 1880 | 1890 | 1900 | 1910 | 1921 | 1930 | 1950 | 1961 | 1970 | 1980 | 1991 | 2001 | 2011 | 2021 |
| --------- | ---- | ---- | ---- | ---- | ---- | ---- | ---- | ---- | ---- | ---- | ---- | ---- | ---- | ---- | ---- |
| Obyvatelé | 589  | 550  | 537  | 499  | 547  | 520  | 455  | 97   | .    | .    | .    | .    | .    | .    | 1    |
| Domy      | 105  | 103  | 101  | 101  | 102  | 102  | 101  | 16   | .    | .    | .    | .    | .    | 1    | 2    |

## Pamětihodnosti
- gotický kostel Narození Panny Marie
- čtvercová kašna
- Mariazellská kaple z roku 1827 severně od Cetvin
- Lurdská kaple z roku 1892 (jihovýchodně od Cetvin), ke které vede z bývalé obce Křížová cesta
- kamenné terasy podél cesty k Malontům

## Obrázky

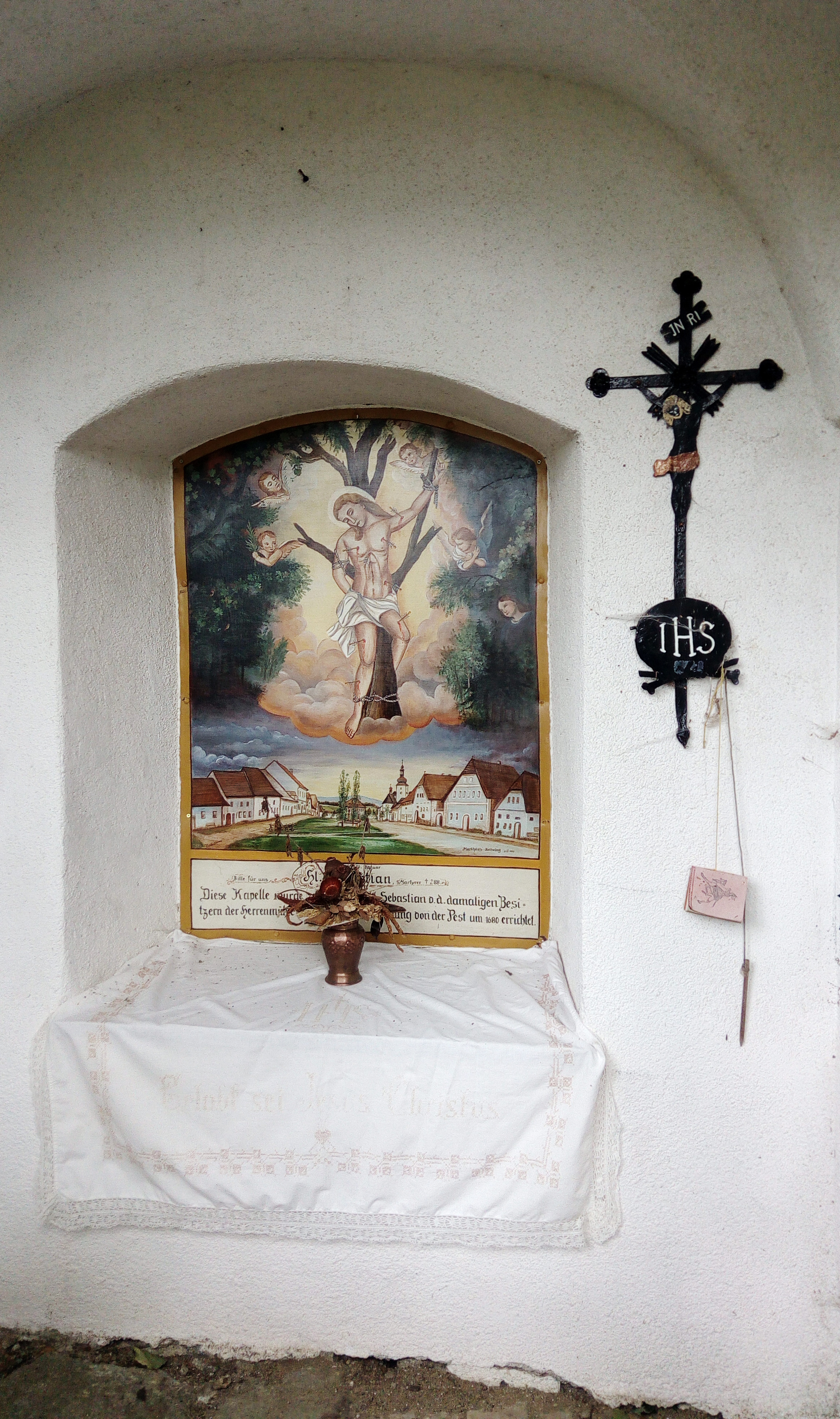
Malba v kapli sv. Šebestiána zobrazující dnes již zbourané domy
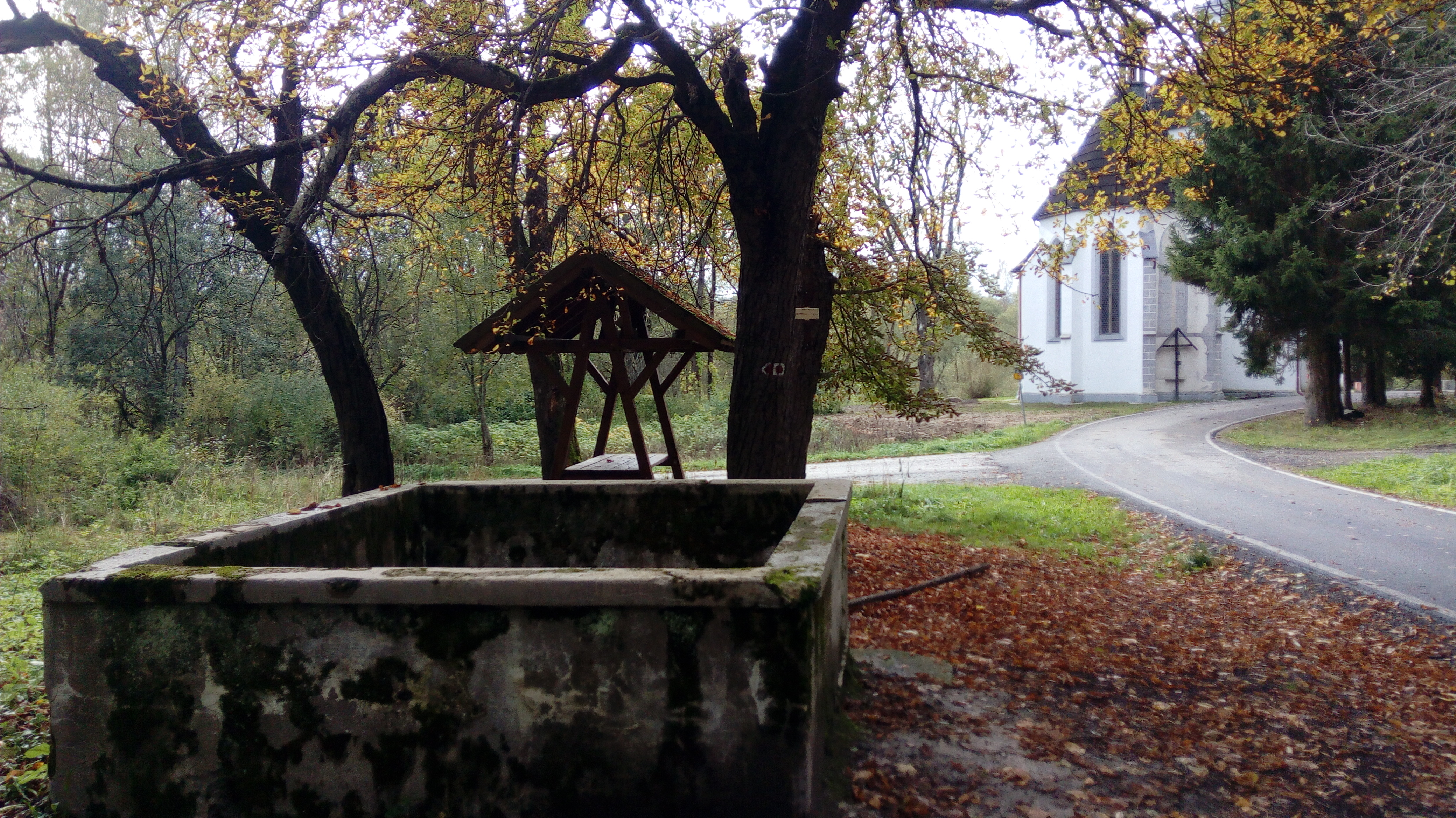
Centrum bývalého městysu
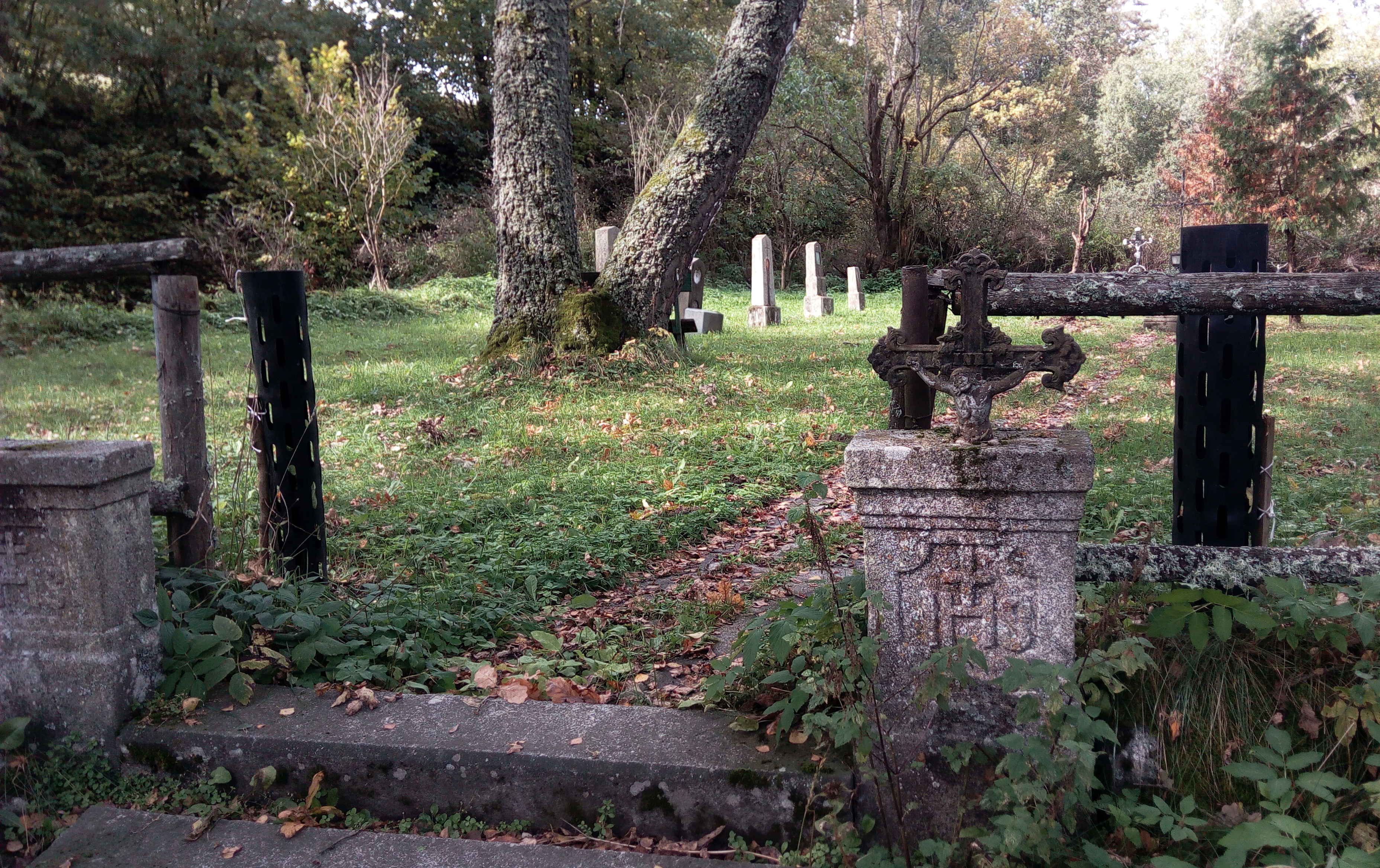
Cetvinský hřbitov
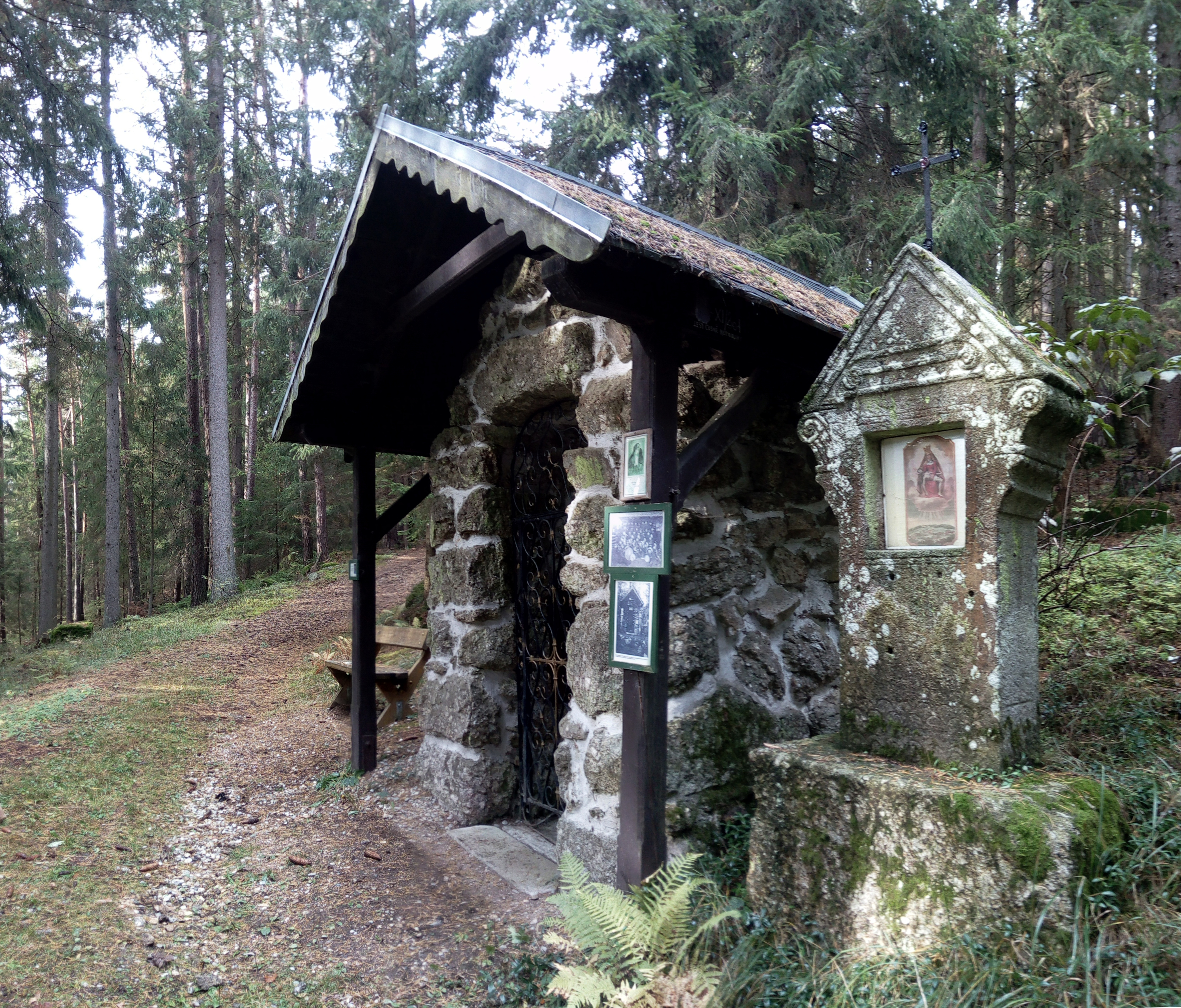
Jeskynní (Lurdská) kaple na konci křížové cesty
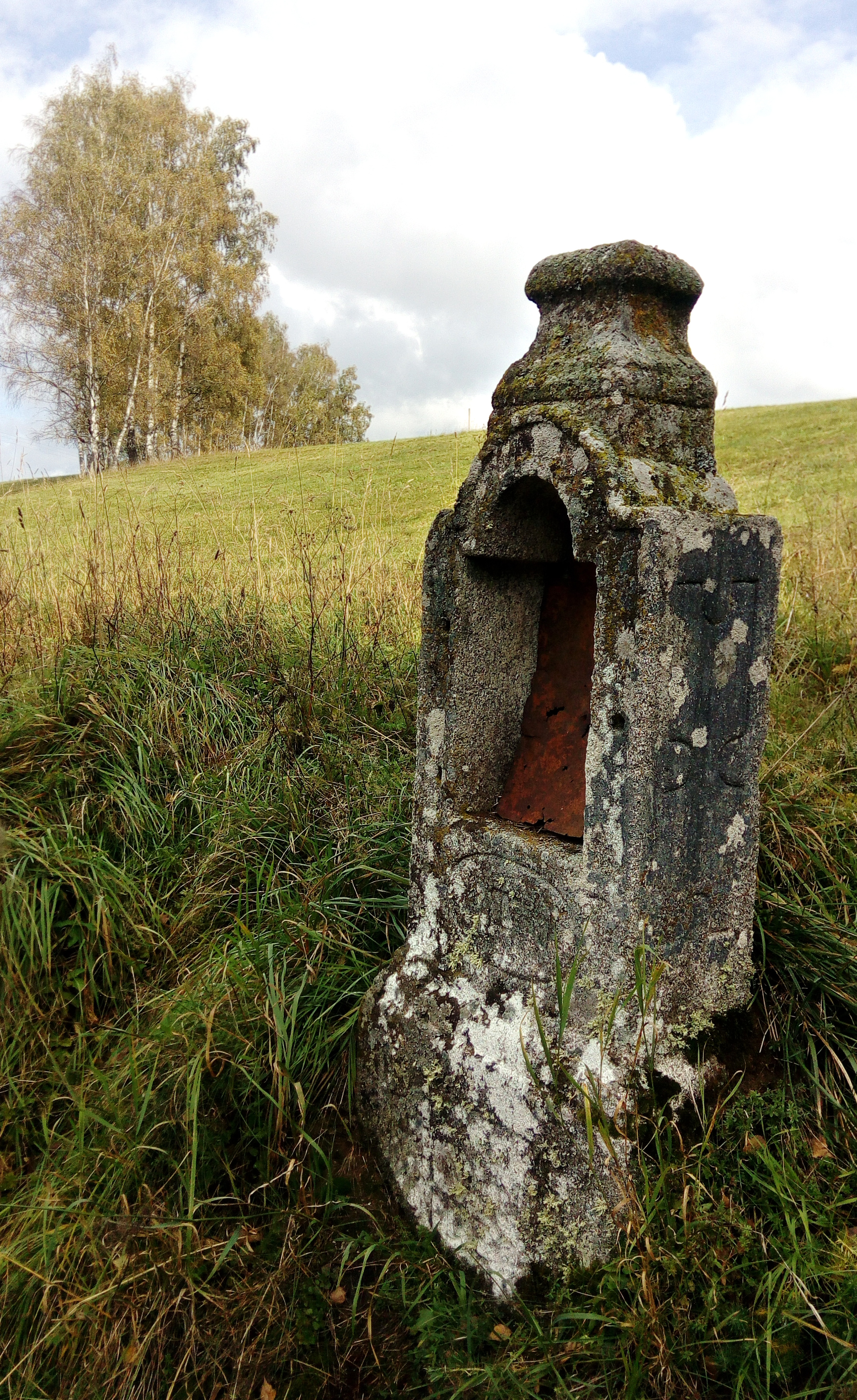
Kaplička severovýchodně od Cetvin
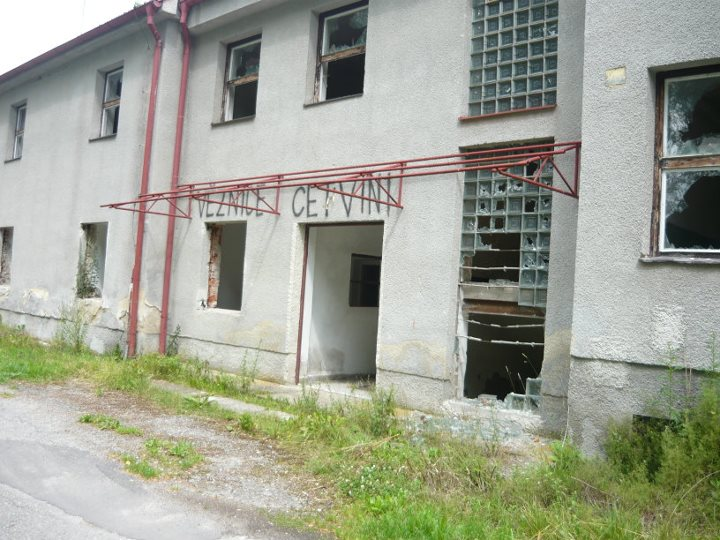
Vstup do budovy roty pohraniční stráže
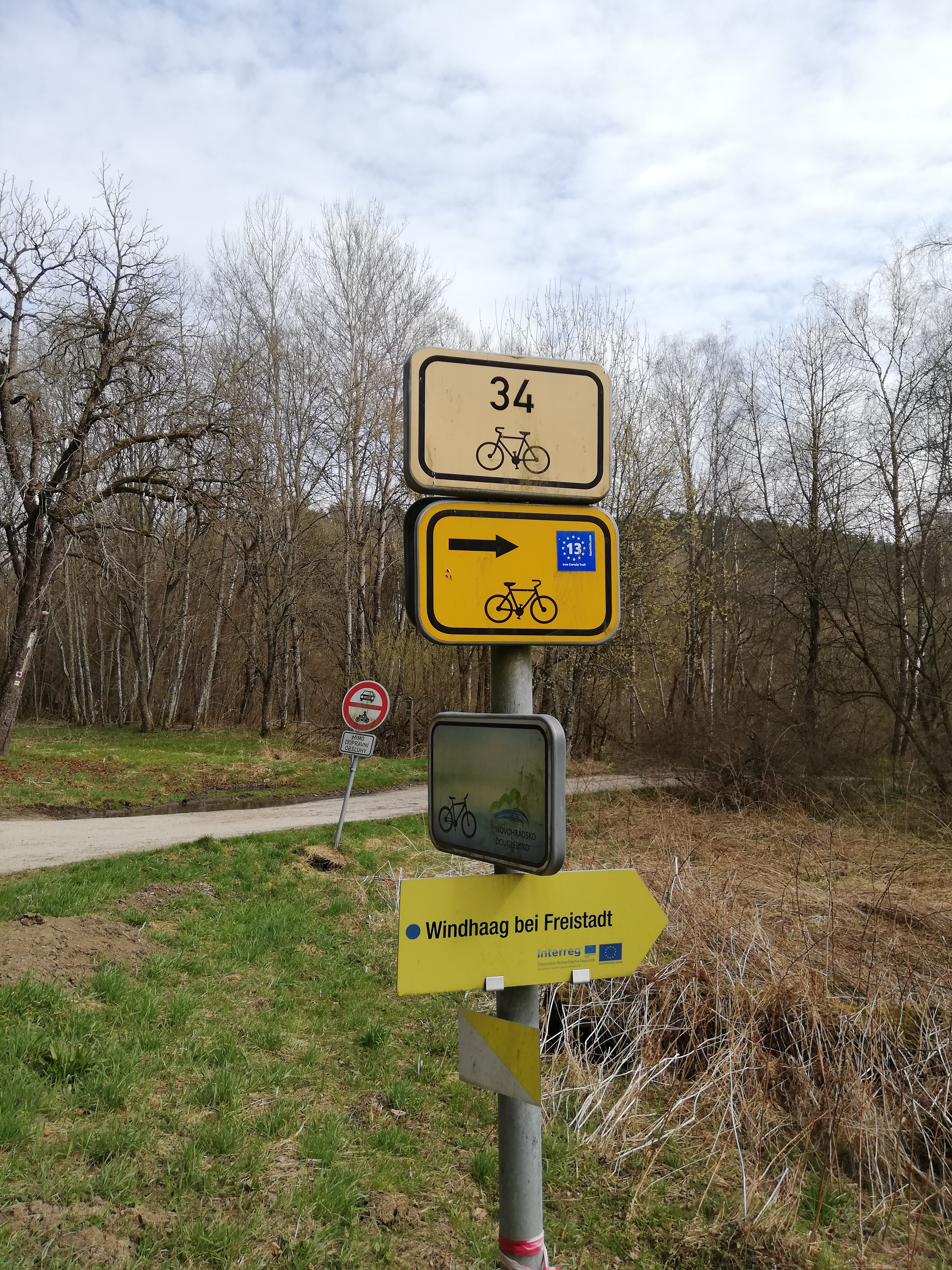
Cetviny, značení cyklotrasy EV 13